# Norwalk
Norwalk je město v Los Angeles County. V roce 2000 činila jeho populace 103 298 obyvatel. Bylo založeno na konci 19. století, městem bylo prohlášeno až roku 1957. Leží 27 km jihovýchodně od Downtown Los Angeles. Ve městě žije mnoho Nizozemců.
Jeho sesterská města jsou Hermosillo, Sonora a Fresnillo, Zacatecas v Mexiku.

## Geografie
Rozloha města činí 24,2 km² z čehož je 24,1 km² pevnina a 0,1 km² vodní plocha.
Na severozápadě město sousedí s Downey, na jihovýchodě s Bellflower, na jihu s Cerritos a Artesia a s Santa Fe Springs na severu a východě.

## Klima
- Díky své poloze je zde celý rok příjemné teplé počasí.
- Nejteplejší měsíc je srpen.
- Nejvyšší teplota 44 °C byla naměřena roku 1961.
- Nejchladnější měsíc je leden.
- Nejnižší teplota −4 °C byla naměřena roku 1963.

## Obyvatelstvo
Roku 2000 žilo v Norvalku 103 298 obyvatel, 26 887 domácností, a 22 531 rodin. Hustota zalidnění tedy činila 4 120,2/km².